# Llista de viles dels Països Catalans
En aquesta llista de viles dels Països Catalans figuren les poblacions que actualment ostenten aquest títol, d'acord amb l'Enciclopèdia Catalana en línia, o, en algun cas, d'acord amb altres obres que se citen en el lloc on cal.

## l'Alguer
L'Alguer té reconeguda la categoria de ciutat.

## Catalunya

### Alt Camp
- Alcover[3]
- Bràfim[4]
- el Pla de Santa Maria[5]
- el Pont d'Armentera[6]

### Alt Empordà
- l'Armentera[7]
- l'Escala[8]
- la Jonquera[9]
- Llançà[10]
- Maçanet de Cabrenys[11]
- Peralada[12]
- el Port de la Selva[13]
- Roses[14]
- la Selva de Mar[15]

### Alt Penedès
- Sant Pere de Riudebitlles
- Sant Sadurní d'Anoia
- Vilafranca del Penedès
- Torrelles de Foix

### Alt Urgell
- Castellbò
- Oliana
- Organyà
- Peramola
- el Pla de Sant Tirs

### Alta Ribagorça
- el Pont de Suert[16]

- Vilaller[17]

### Anoia
- Capellades
- Calaf (a l'Alta Segarra)
- Masquefa
- Piera
- els Prats de Rei (a l'Alta Segarra)
- Copons (a l'Alta Segarra)

### Bages
- Artés
- Cardona
- Monistrol de Montserrat
- Sallent
- Santpedor
- Súria

### Baix Camp
- l'Aleixar
- Alforja
- les Borges del Camp
- Mont-roig del Camp
- Prades
- Riudecanyes
- Riudecols
- Riudoms
- la Selva del Camp

### Baix Ebre
- Aldover
- Benifallet
- Tivenys
- Xerta

### Baix Empordà
- Begur
- Calonge
- Corçà
- Cruïlles
- Foixà
- Palafrugell
- Palamós
- Pals
- Peratallada
- Torroella de Montgrí
- Verges

### Baix Llobregat
- Abrera
- Castelldefels
- Esparreguera
- Martorell
- Molins de Rei
- Olesa de Montserrat
- el Papiol
- Sant Boi de Llobregat

### Baix Penedès
- l'Arboç
- la Bisbal del Penedès
- Llorenç del Penedès
- el Vendrell

### Baixa Cerdanya
- Bellver de Cerdanya
- Llívia
- Montellà de Cadí
- Puigcerdà

### Barcelonès
- Gràcia (integrada a Barcelona)[18]
- Sant Adrià de Besòs[19]

### Berguedà
- Casserres
- Cercs
- Gironella
- Gósol

### Conca de Barberà
- l'Espluga de Francolí
- Montblanc
- Santa Coloma de Queralt
- Sarral
- Vilaverd
- Vimbodí

### Garraf
- Cubelles
- La Geltrú
- Sitges
- Vilanova de Cubelles

### Garrigues
- l'Albi
- Arbeca
- l'Espluga Calba
- la Granadella
- Juneda
- Puiggròs

### Garrotxa
- Besalú
- Castellfollit de la Roca
- el Mallol
- Mieres
- Sant Feliu de Pallerols
- Santa Pau

### Gironès
- Cassà de la Selva
- Llagostera

### Lluçanès
- Prats de Lluçanès

### Maresme
- Arenys de Mar
- Argentona
- Caldes d'Estrac (Caldetes)
- Canet de Mar
- Malgrat de Mar
- el Masnou
- Pineda de Mar
- Premià de Dalt
- Premià de Mar
- Sant Andreu de Llavaneres
- Sant Pol de Mar
- Teià
- Tordera
- Vilassar de Dalt
- Vilassar de Mar

### Moianès
- Moià
- Castellterçol

### Montsià
- la Galera
- Santa Bàrbara
- la Sénia
- Ulldecona

### Noguera
- Àger
- Albesa
- Algerri
- Alòs de Balaguer
- Artesa de Segre
- Camarasa
- Castelló de Farfanya
- Cubells
- Menàrguens
- Os de Balaguer
- Ponts
- Térmens
- Tiurana
- Vilanova de Meià

### Osona
- Centelles
- Manlleu
- Roda de Ter
- Rupit
- Sant Hipòlit de Voltregà
- Sant Pere de Torelló
- Taradell
- Torelló

### Pallars Jussà
- Abella de la Conca
- Aramunt[20]
- Conques
- Figuerola d'Orcau
- Guàrdia de Noguera
- Isona
- Llimiana
- Palau de Noguera[20]
- la Pobla de Segur
- la Pobleta de Bellveí (ja ho era el seu precedent, Bellveí)[20]
- Salàs de Pallars
- Sant Salvador de Toló[20]
- Talarn
- Vilamitjana[20]

### Pallars Sobirà
- Alins
- Esterri d'Àneu
- Gerri de la Sal
- Llavorsí
- Rialp
- Ribera de Cardós
- Sort
- Tírvia
- Vilamur

### Pla de l'Estany
- No n'hi ha cap

### Pla d'Urgell
- Bellvís
- Ivars d'Urgell
- Linyola

### Priorat
- Cornudella de Montsant
- Falset
- Gratallops
- Poboleda
- Porrera

### Ribera d'Ebre
- Ascó
- Benissanet
- Flix
- Garcia
- Ginestar
- Miravet
- Móra d'Ebre
- Móra la Nova
- Riba-roja d'Ebre
- Tivissa
- Vinebre

### Ripollès
- Camprodon
- Ribes de Freser
- Ripoll
- Sant Joan de les Abadesses
- Vallfogona de Ripollès

### Segarra
- Granyena de Segarra
- Guissona
- Sanaüja (a l'Alta Segarra)

### Segrià
- Aitona
- Alguaire
- Almacelles
- Almenar
- Llardecans
- Maials
- Seròs
- Torres de Segre

### Selva
- Amer
- Anglès
- Arbúcies[21]
- Blanes
- Breda
- Caldes de Malavella
- Hostalric
- Lloret de Mar
- Maçanet de la Selva
- Osor
- Riudarenes
- Sant Hilari Sacalm
- Tossa de Mar
- Vidreres

### Solsonès
- Torà (a l'Alta Segarra)
- Sant Llorenç de Morunys[22]

### Tarragonès
- Altafulla
- el Catllar
- Constantí
- el Morell
- Salou
- Torredembarra
- Vespella de Gaià
- Vilallonga del Camp
- Vila-seca de Solcina

### Terra Alta
- Arnes
- Batea
- Caseres
- Corbera d'Ebre
- la Fatarella
- Horta de Sant Joan
- el Pinell de Brai
- Vilalba dels Arcs

### Urgell
- Guimerà[23]
- els Omells de na Gaia[24]
- Vilagrassa[25]

### Vallès Occidental
- Badia del Vallès
- Castellar del Vallès
- Montcada
- Ripollet
- Rubí
- Sant Llorenç Savall
- Sentmenat

### Vallès Oriental
- Caldes de Montbui
- Cardedeu
- Llinars del Vallès
- Martorelles
- Mollet del Vallès
- Sant Celoni
- Santa Maria de Palautordera
- Sant Feliu de Codines

## Catalunya del Nord

### Alta Cerdanya
- Montlluís[26]

### Capcir
- No n'hi ha cap

### Conflent
- Prada[27]
- Vilafranca de Conflent[28]
- Vinçà[29]

### Rosselló
- Argelers de la Marenda
- Canet de Rosselló
- Cotlliure
- Estagell
- Illa
- Portvendres
- Salses
- Sant Llorenç de la Salanca
- Tuïr
- El Voló

### Vallespir
- Arles
- Ceret
- Prats de Molló
- Sant Llorenç de Cerdans

## Franja de Ponent

### Alta Ribagorça Occidental
- Areny de Noguera
- Benasc
- Gia
- les Paüls

### Baixa Ribagorça
- Benavarri
- Capella (en zona de parla castellana)
- Estopanyà
- Lasquarri
- Tolba

### Baix Cinca
- Mequinensa
- Saidí

### Llitera
- Albelda
- Bellver de Cinca (en zona de parla castellana)
- el Campell
- Esplucs (en zona de parla castellana)
- Sant Esteve de Llitera
- Sanui
- Tamarit de Llitera

### Matarranya
- Aiguaviva de Bergantes
- Bellmunt de Mesquí
- Beseit
- Calaceit
- la Canyada de Beric
- la Codonyera
- Cretes
- Favara de Matarranya
- Fontdespatla
- Fórnols de Matarranya
- la Freixneda
- la Ginebrosa
- Maella
- Massalió
- Mont-roig de Tastavins
- Nonasp
- Pena-roja
- la Portellada
- Ràfels
- la Sorollera
- Torredarques
- la Torre del Comte
- la Torre de Vilella
- Vall-de-roures

## Illes Balears (i Pitiüses)

### Eivissa i Formentera (les Pitiüses)
- Santa Eulària del Riu
- Sant Antoni de Portmany

### Mallorca
- Alaró
- Algaida
- Andratx
- Artà
- Banyalbufar
- Binissalem
- Bunyola
- Calvià
- Campanet
- Campos
- Capdepera
- Costitx
- Deià
- Esporles
- Estellencs
- Fornalutx
- Lloret de Vistalegre
- Lloseta
- Llubí
- Mancor
- Maria de la Salut
- Marratxí
- Montuïri
- Muro de Mallorca
- Petra
- Sa Pobla
- Pollença
- Porreres
- Puigpunyent
- ses Salines (històricament, ses Salines de Santanyí)
- Santa Eugènia
- Santa Margalida
- Santa Maria del Camí
- Santanyí
- Sant Joan de Sineu
- Sant Llorenç des Cardassar
- Selva
- Sencelles
- Sineu
- Son Cervera
- Valldemossa
- Vilafranca de Bonany

### Menorca
- Alaior
- es Castell
- Ferreries
- es Mercadal

## País Valencià

### Alacantí
- Agost
- Mutxamel
- Sant Joan d'Alacant
- Sant Vicent del Raspeig
- la Torre de les Maçanes

### Alcalatén
- l'Alcora
- Atzeneta del Maestrat
- Benafigos
- Llucena
- les Useres
- Vistabella del Maestrat
- Xodos

### Alcoià
- Banyeres de Mariola
- Benifallim
- Ibi
- Onil
- Penàguila
- Tibi

### Alt Maestrat
- Albocàsser
- Ares del Maestrat
- Benassal
- Catí
- Culla
- Tírig
- Vilafranca del Maestrat

### Alt Millars (comarca valenciana de parla castellana)
- el Castell de Vilamalefa
- Cirat
- Cortes d'Arenós
- Fanzara
- Lludient
- Montant
- la Pobla d'Arenós
- Sucaina
- Vilafermosa

### Alt Palància (comarca valenciana de parla castellana)
- Almedíxer
- Altura
- Assuévar
- Begís
- Castellnou de Sogorb
- Caudiel
- Gaibiel
- Soneixa
- el Toro
- Viver
- Xèrica

### Alt Vinalopó (comarca valenciana de parla castellana)
- Beneixama
- Biar
- Saix

### Baix Maestrat
- Alcalà de Xivert
- Càlig
- Canet lo Roig
- Cervera del Maestrat
- la Jana
- Rossell
- la Salzedella
- Sant Jordi del Maestrat
- Sant Mateu del Maestrat
- Traiguera
- Xert

### Baix Segura (comarca valenciana de parla castellana)
- Albatera
- Almoradí
- Benejússer
- Catral
- Guardamar (única de parla catalana d'aquesta comarca)
- la Majada (o Dolores)
- Rojals

### Baix Vinalopó
- Crevillent
- Santa Pola

### Camp de Morvedre
- Faura

### Camp de Túria
- Benaguasil
- Bétera
- Olocau de Carraixet
- la Pobla de Vallbona
- Riba-roja de Túria
- Vilamarxant

### Canal de Navarrès (comarca valenciana de parla castellana)
- Anna
- Énguera
- Millars
- Navarrès
- Xella

### Comtat
- Agres
- Alcoleja
- Beniarrés
- Benilloba
- Cocentaina
- Muro del Comtat
- l'Orxa
- Planes de la Baronia

### Costera
- l'Alcúdia de Crespins
- Canals
- la Font de la Figuera
- Moixent
- Montesa
- Vallada

### Foia de Bunyol (comarca valenciana de parla castellana)
- Bunyol
- Setaigües
- Xest
- Xiva de Bunyol

### Horta del Nord
- Albalat dels Sorells
- Massamagrell
- Puçol
- el Puig de Santa Maria

### Horta de l'Oest
- Alaquàs
- Paterna
- Quart de Poblet
- Torrent

### Horta del Sud
- Alcàsser
- Catarroja
- Picassent
- Silla

### Marina Alta
- Benissa
- Calp
- Castell de Castells
- Murla
- Ondara
- Orba
- Pedreguer
- Pego
- Sagra
- Teulada
- Xàbia

### Marina Baixa
- Altea
- Benidorm
- Callosa d'en Sarrià
- Confrides
- Finestrat
- El Castell de Guadalest
- la Nucia
- Orxeta
- Polop
- Relleu de la Marina
- Sella
- Tàrbena

### Plana Alta
- Almassora
- Bell-lloc del Pla
- Benicàssim
- Borriol
- Cabanes de l'Arc
- les Coves de Vinromà
- Orpesa
- La Serra d'en Galceran
- Torreblanca
- Vilafamés
- Vilanova d'Alcolea

### Plana Baixa
- Almenara
- Artana
- Betxí
- Eslida
- Moncofa
- Nules
- Onda
- la Vilavella
- Xilxes

### Plana d'Utiel (comarca valenciana de parla castellana, tradicionalment unida a Castella)
- Camporrobles
- Caudete de las Fuentes
- Requena
- Sinarques
- Venta del Moro
- Villargordo del Cabriel

### Ports
- Castellfort
- Cinctorres
- Forcall
- la Mata de Morella
- Olocau del Rei
- Portell de Morella
- Sorita de Morella
- Vallibona

### Racó d'Ademús (comarca valenciana de parla castellana)
- Ademús
- Castellfabib
- la Pobla de Sant Miquel
- Vallanca

### Ribera Alta
- Alberic
- l'Alcúdia
- Alginet
- Benifaió
- Castelló (la Ribera Alta)
- Catadau
- Guadassuar
- Llombai
- Massalavés
- Torís
- Tous

### Ribera Baixa
- Albalat de la Ribera
- Almussafes
- Corbera de la Ribera
- Sollana

### Serrans (comarca valenciana de parla castellana)
- les Alcubles
- Alpont
- Andilla
- Ares d'Alpont
- la Iessa
- la Llosa del Bisbe
- Titaigües
- Toixa
- el Villar
- Xelva
- Xulella

### Safor
- la Font d'en Carròs
- Vilallonga de la Safor

### Vall d'Albaida
- Agullent
- Aielo de Malferit
- Bèlgida
- Benigànim
- Bocairent
- Llutxent
- l'Olleria
- la Pobla del Duc
- Quatretonda

### Vall de Cofrents (comarca valenciana de parla castellana, tradicionalment unida a Castella)
- Aiora
- Cofrents
- Teresa de Cofrents
- Xalans
- Xarafull

### Vinalopó Mitjà
- l'Alguenya
- Asp (de parla castellana)
- Elda (de parla castellana)
- el Fondó de les Neus
- Montfort (de parla castellana)
- Petrer
- el Pinós de Monòver

## Viles occitanes històricament lligades a Catalunya

### Fenolheda
- Sant Pau de Fenolhet
- Sornhan
- la Tor de França

### Val d'Aran
- Bossòst
- Canejan
- Lés
- Salardú
- Vielha
- Vilamòs